# Musiktheater Linz

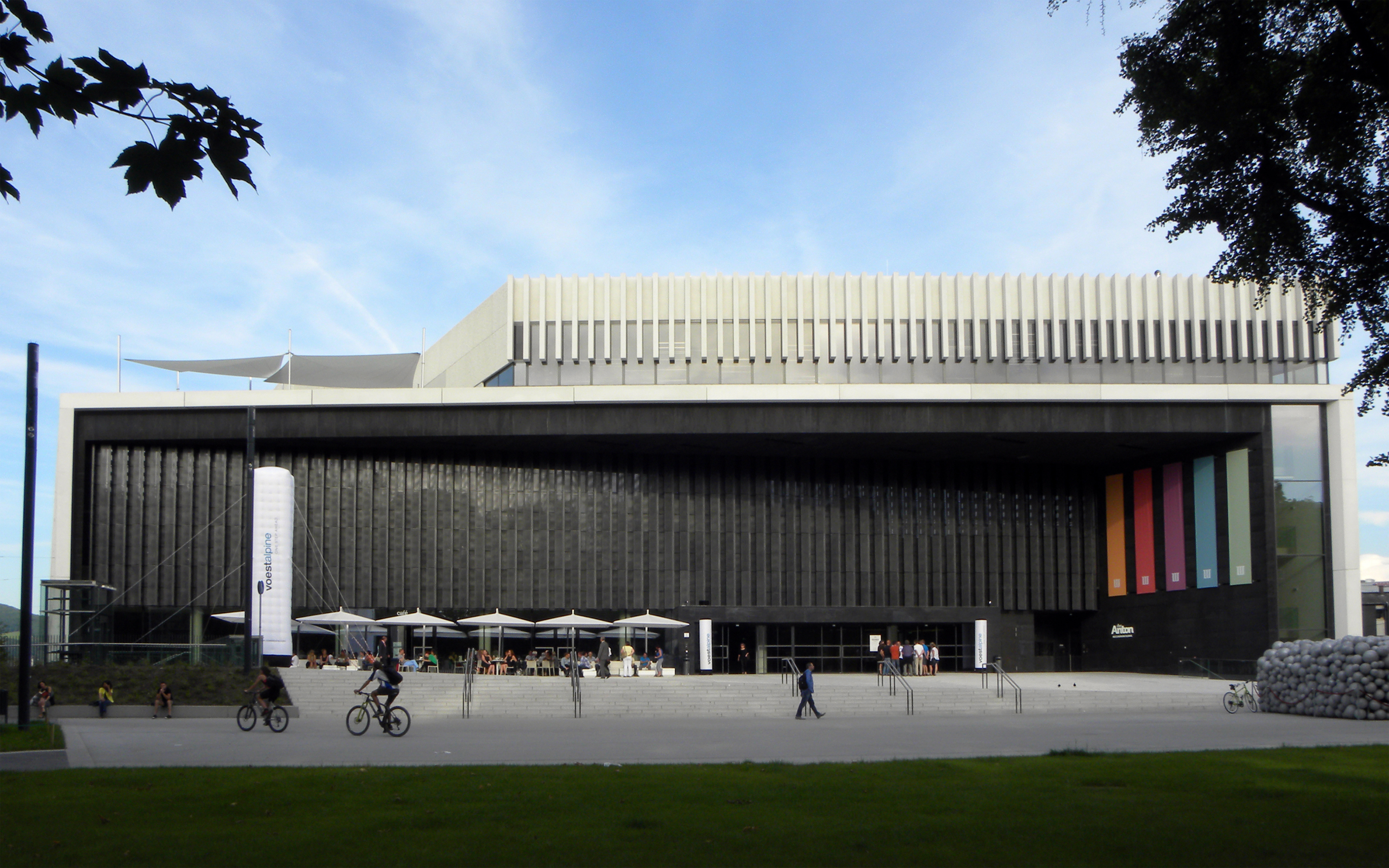
Das im April 2013 eröffnete Musiktheater in Linz

Das Musiktheater Linz ist eine Spielstätte des Landestheaters Linz. Das von Terry Pawson geplante Gebäude wurde zwischen 2008 und 2013 errichtet und dient als Theater- und Opernhaus der Stadt Linz. Die offizielle Inbetriebnahme des am 11. April 2013 von Heinz Fischer eröffneten Musiktheaters fand am 12. April 2013 mit der Uraufführung der Oper Spuren der Verirrten von Philip Glass nach dem gleichnamigen Schauspiel von Peter Handke statt. Politische Streitigkeiten wegen des Standorts, die Ausschreibung zweier Architekturwettbewerbe und die Durchführung einer Volksbefragung waren die Ursachen für die mehrjährigen Verzögerungen des Baubeginns. Seit der Spielzeit 2016/17 wird das Musiktheater gemeinsam mit dem Landestheater Linz von Hermann Schneider geleitet.

## Geschichte

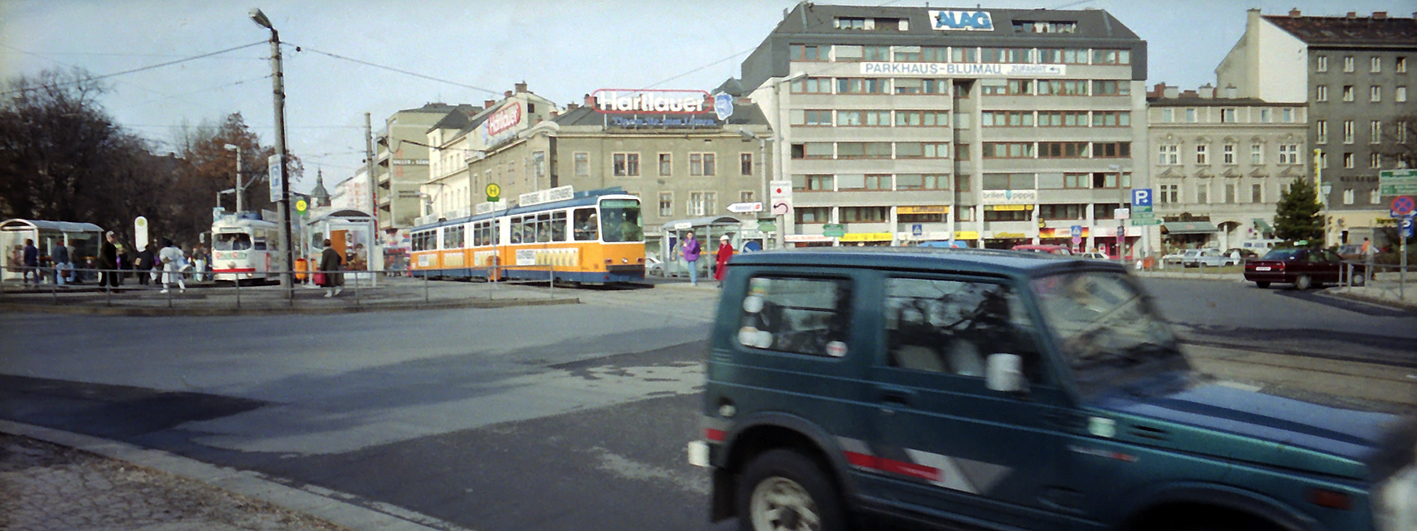
Der alte Blumauerplatz (Foto von 1992)

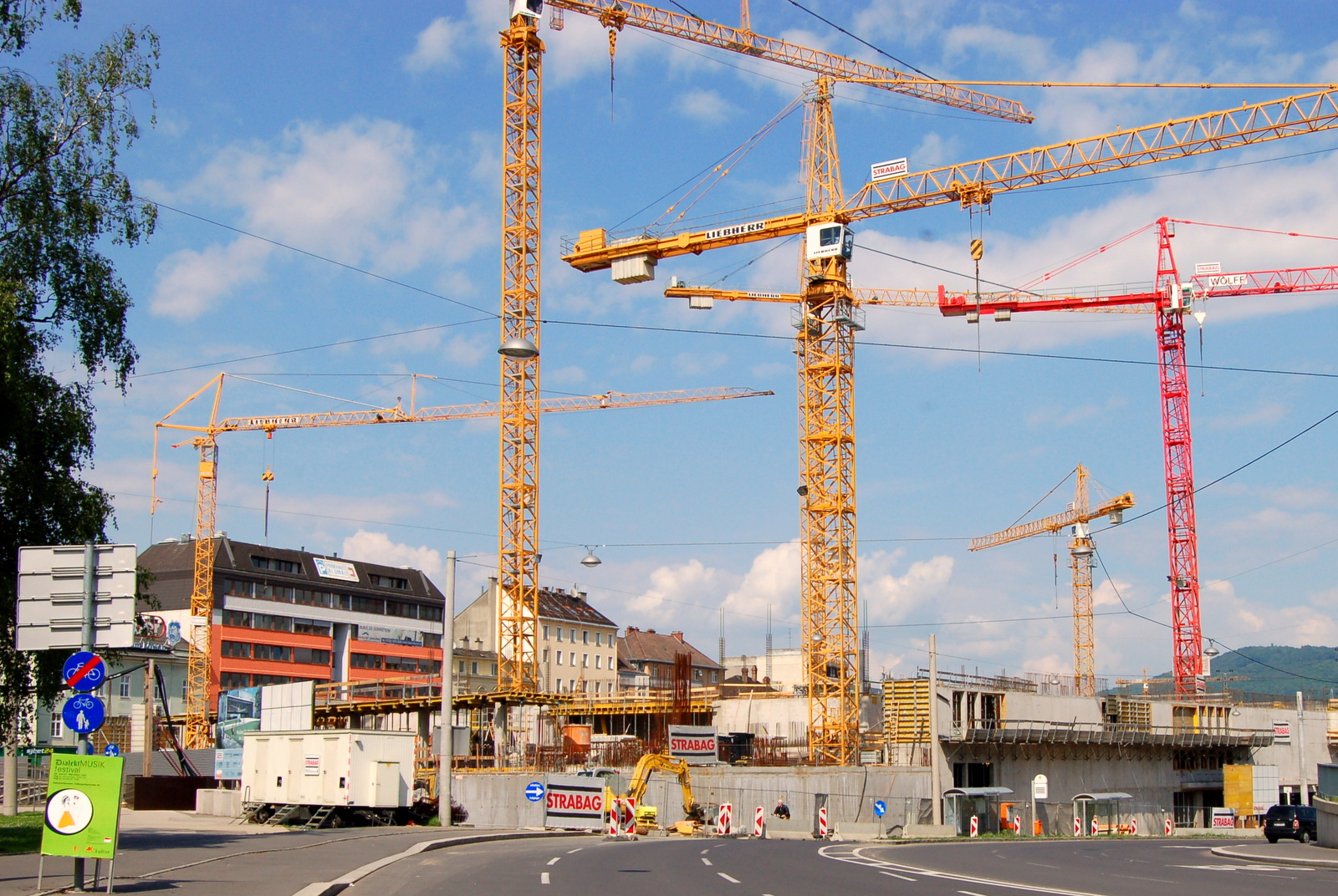
Linzer Musiktheater – Baustelle (Mai 2010)

Die Planungen für ein Opernhaus in Linz gehen auf das Jahr 1938 zurück. Nach dem „Anschluss Österreichs“ an das nationalsozialistische Deutsche Reich sollte nach Adolf Hitlers Plänen Groß-Linz unter anderem zu einer Kulturhauptstadt werden. An der Blumau, dem heutigen Standort des Musiktheaters, waren ein Opernhaus nebst Operettentheater und Konzerthaus geplant. Dieses Vorhaben wurde aber nicht realisiert.
1984 wurde der Verein „Freunde des Linzer Musiktheaters“ gegründet. Ziel war es einen geeigneten Standort für ein neues Musiktheater in Linz zu finden und dessen Errichtung zu erreichen. Die Gründe dafür lagen einerseits in den schlechten Akustik- und Sichtverhältnissen für die Zuschauer und andererseits in den gesetzwidrigen Arbeitsbedingungen und der unökonomischen Betreibung des Landestheaters.
Die Standortwahl für das neue Gebäude gestaltete sich schwierig. Die erste Wahl fiel auf den Platz des heutigen Ars Electronica Centers. Nachdem dieser Standort durch politische Gruppierungen abgelehnt worden war, war die zweite Wahl der Platz zwischen dem Römerbergtunnel und dem Linzer Schlossmuseum – das „Theater im Berg“. Den hierfür ausgeschriebenen Architekturwettbewerb gewann der Wiener Architekt Otto Häuselmayer. Der Bau sollte bis 2003 fertiggestellt sein und Platz für 1.100 Personen bieten.
Die Errichtung des Musiktheaters sorgte in der Politik für unterschiedlichste Meinungen und starke Diskussionen – vor allem von Seiten der FPÖ – so dass es am 26. November 2000 zu einer Volksbefragung kam. Hierbei stimmte die deutliche Mehrheit der oberösterreichischen Bevölkerung gegen einen Bau des Musiktheaters, wodurch die Planung gestoppt wurde.
Nach erneuten Bemühungen durch den Verein Freunde des Linzer Musiktheaters wurde am 3. Juli 2003 durch den oberösterreichischen Landtag ein Grundsatzbeschluss für den Bau des Musiktheaters gefasst. Am 29. Juni 2004 fiel nach langen Diskussionen über den geeigneten Standort die Wahl auf den Blumauerplatz, weshalb nun vom Theater am Park die Rede war.
Durch den neuen Standort wurde ein weiterer Architekturwettbewerb veranstaltet, den im April 2006 der Londoner Architekt Terry Pawson gewann. Der Wunsch nach der Fertigstellung vor dem Kulturhauptstadtjahr 2009 konnte durch keines der eingebrachten Projekte erreicht werden.
Am 13. März 2008 fand der kleine Spatenstich statt, bei dem der Umbau des Blumauerplatzes gestartet wurde. Der große Spatenstich, bei dem der Bau des Musiktheaters begonnen wurde, fand am 15. April 2009 statt. Zu diesem Zeitpunkt wurde nach einer öffentlichen Ausschreibung das Architekturbüro Architektur Consult gemeinsam mit den Archinauten mit der Ausführungsplanung beauftragt.
Der Bau des Musiktheaters wurde mit rund 150 Millionen Euro veranschlagt, wobei sich die Stadt Linz mit 36,3 Millionen Euro beteiligt.
Die Eröffnung des neuen Musiktheaters fand am 11. April 2013 statt. Tags darauf fand die Uraufführung der Oper Spuren der Verirrten von Philip Glass statt. Laut dem Landesrechnungshof Oberösterreich betrugen die Gesamtkosten am Ende 186,4 Millionen Euro.

## Ensemblemitglieder

### Oper und Operette
(Quelle: )
- Martin Achrainer
- Erica Eloff
- Gotho Griesmeier
- Jonathan Hartzendorf
- Adam Kim
- Manuela Leonhartsberger
- Fenja Lukas
- Dominik Nekel
- Ilona Revolskaya
- Angela Simkin
- Matthäus Schmidlechner
- Matjaž Stopinšek
- Carina Tybjerg Madsen
- Michael Wagner

### Musical
(Quelle: )
- Alexandra-Yoana Alexandrova
- Daniela Dett
- Celina dos Santos
- Christian Fröhlich
- Judith Jandl
- Karsten Kenzel
- Valerie Luksch
- Sanne Mieloo
- Max Niemeyer
- Gernot Romic
- Lukas Sandmann
- Enrico Treuse

## Architektur

### Das Theater in Zahlen

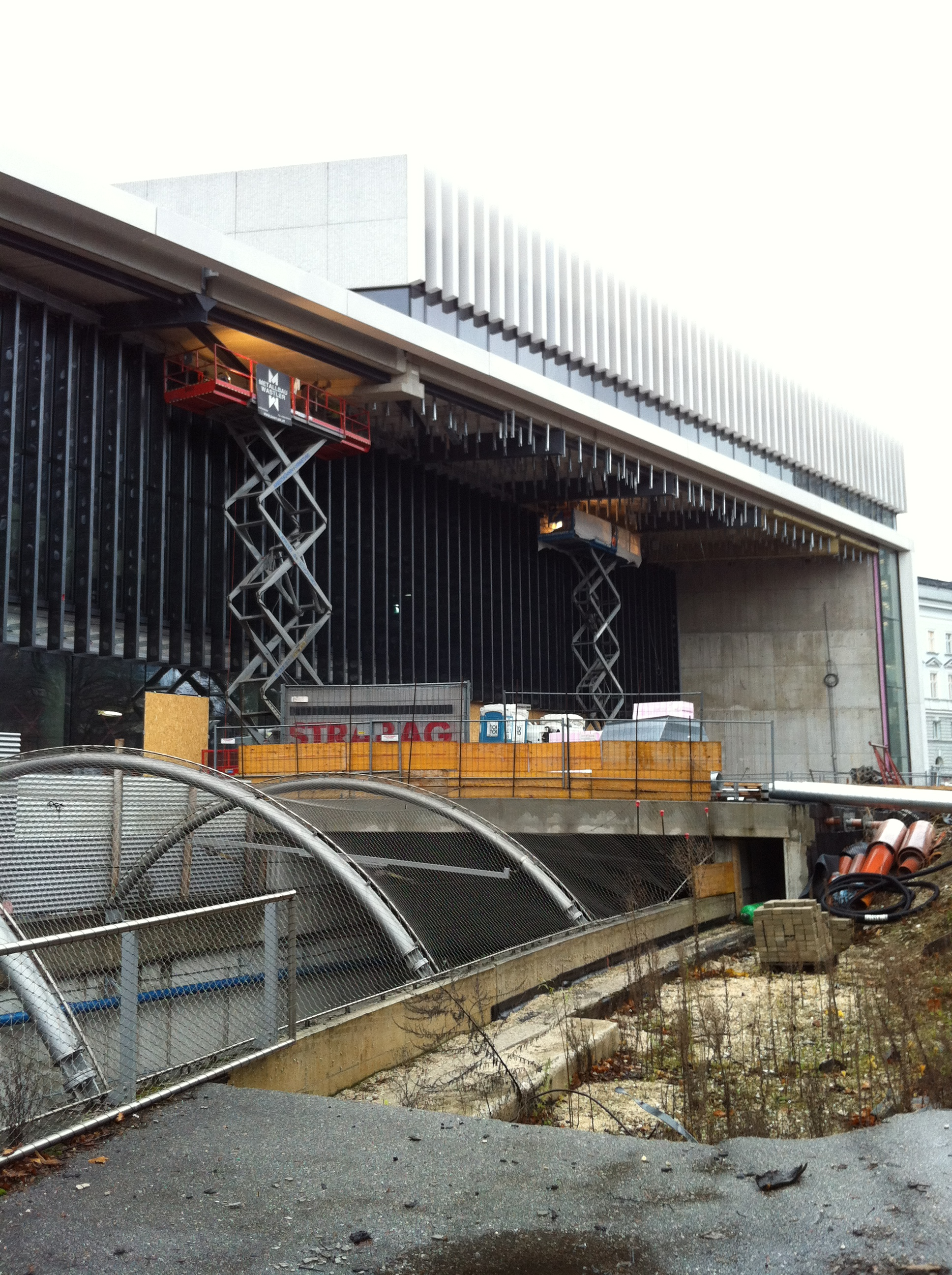
Eingangsbereich des Musiktheaters mit Straßenbahnunterführung in der Bauphase (2011)

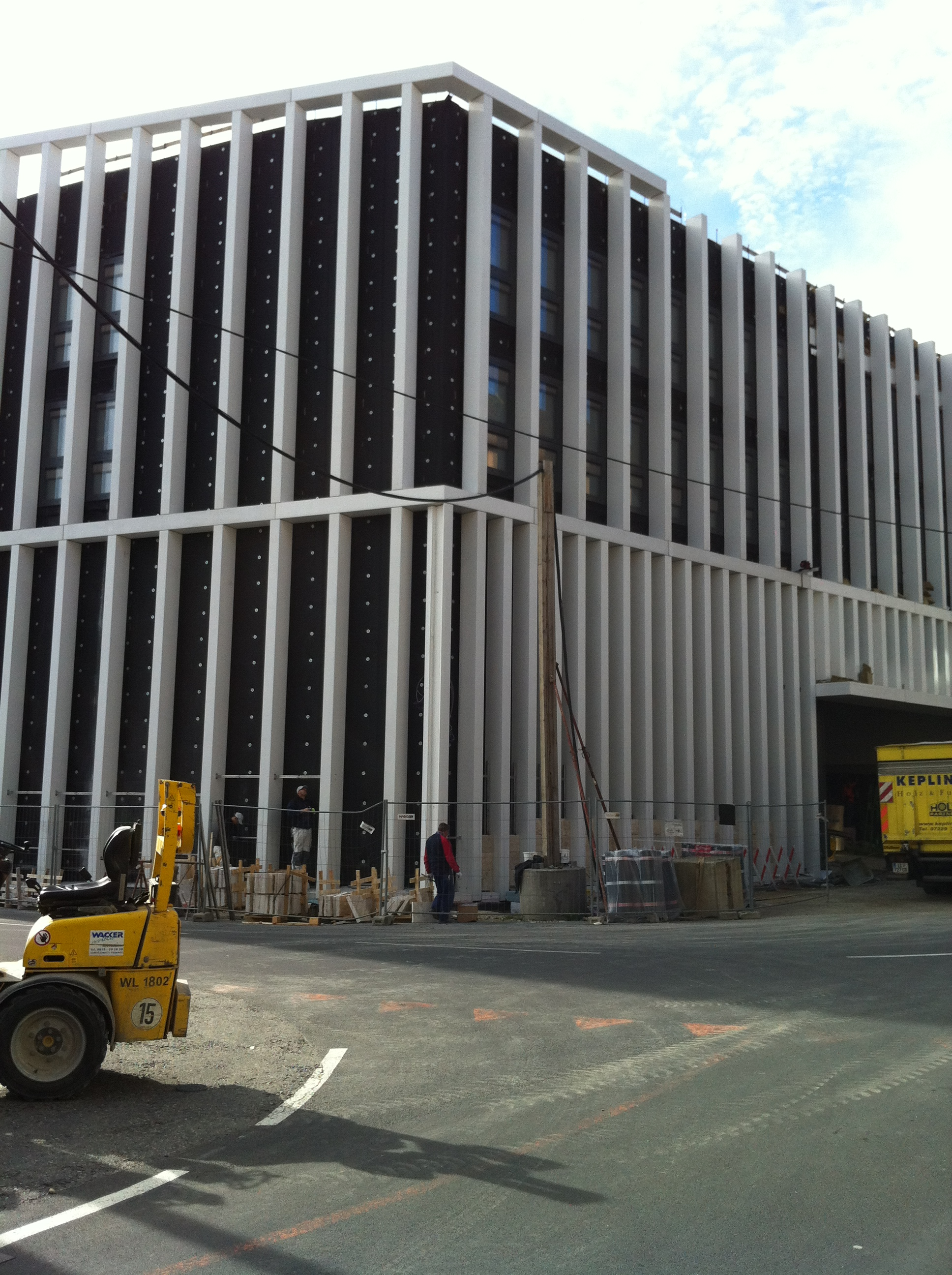
Blick von der Blumauerstraße auf das Musiktheater Linz während der Bauphase (2011)

(Quelle: )
| Angaben zum Grundstück                       |                                   |
| Außenabmessungen Norden – Blumauerstraße     | 150 m                             |
| Außenabmessungen Osten – Südtirolerstraße    | 25 m                              |
| Außenabmessungen Westen – Volksgarten        | 65 m                              |
| Außenabmessungen Süden – verl. Bahnhofstraße | 251 m                             |
| Bauplatzfläche                               | 13.105 m²                         |
| Be- und überbaute Flächen                    | 10.770 m²                         |
| Baukennwerte                                 |                                   |
| Höhe (Gebäudekörper)                         | 26 m                              |
| Höhe (Bühnenturm an seiner Spitze)           | 37 m                              |
| Geschoße                                     | 2. UG, 1. UG, EG, 1. OG bis 7. OG |
| Anzahl                                       | 10 Geschoße                       |
| Bruttogeschoßfläche (gesamt)                 | 52.420 m²                         |
| Umbauter Raum (gesamt)                       | 289.860 m³                        |
| Nettogeschoßfläche gesamt                    | 43.930 m²                         |
| Glasfront am Haupteingang                    |                                   |
| Breite                                       | 60 m                              |
| Höhe                                         | 10 m                              |

### Der Vorplatz
Der Vorplatzbereich des Musiktheaters zieht sich entlang der Glasfassade eben dahin, überbrückt so den Straßenbahntunnel und bietet gleichzeitig Platz für Performances. Eine schräg abfallende Treppe verbindet das Theater mit dem Linzer Volksgarten, welcher durch eine Neugestaltung aufgewertet werden soll.
Otmar Stöckl hat sich einige Gestaltungsvorschläge überlegt, wobei hier auch die Wünsche der Bürger eingeflossen sind. Im Bereich des Vorplatzes soll ein freier, befestigter Platz mit einem Café und der Möglichkeit für Open-Air-Veranstaltungen entstehen. Außerdem sollen die derzeit noch erkennbaren Lüftungsauslässe des Straßenbahntunnels im Rahmen des Projektes „Kunst am Bau“ verkleidet werden.

### Die Fassade
Der Architekt Terry Pawson hat die Fassade durch klare Linien strukturiert und wollte damit das Gefühl eines großen „curtain“ (Vorhanges) vermitteln. Dieser Vorhang zieht sich um drei Seiten des Hauses und bildet zum Volksgarten hin ein großes Tor. Die ursprüngliche Idee des Architekten war es, rotbraunen, oxidierten Stahl an der Fassade zu verbauen, jedoch entschied man sich dann doch für hellen Beton und Naturstein als Fassadenmaterial.
Durch ein Schienensystem in dem „Vorhangraster“ des Gebäudes sind die gebrochenen Natursteinblöcke befestigt, wobei man durch dieses Raster auch die Möglichkeit hat, gewisse Flächen als Fenster freizulassen. In Summe befinden sich 698 helle, vertikale Streben aus Architekturbeton – Lisenen genannt – um das Gebäude herum.
Die Fassade selbst besteht aus insgesamt vier Schichten:
1. Tragender Stahlbeton und Dämmmaterial aus Steinwolle
2. Winddichte und diffusionsoffene Folie
3. Architekturbeton-Lisenen aus hellen, schalreinen Fertigteilen (Weißzement) mit Schienen- bzw. Ankersystem
4. Gebrochener Naturstein (Römischer Travertin)

Der Travertin (Naturstein) stammt aus einem Steinbruch bei Tivoli, in der Nähe Roms. Dort werden die Steine gespalten und später mit ihrer rauen Bruchseite nach außen an der Fassade platziert. Durch die unterschiedlichen, nicht bearbeiteten Oberflächen sorgt die Fassade für ein lebendiges, helles und gleichsam massives Erscheinungsbild.

### Innenarchitektur
Vom Eingangsfoyer gelangt man über eine große Treppe in das Hauptfoyer. Dieses hat eine Höhe von sieben Metern und wird auch als Pausenraum genutzt. Im vorderen Bereich des Theaters befinden sich außerdem ein Restaurant und ein Café, die in Zukunft beide ganztägig geöffnet sein sollen, sodass das Theater auch untertags ein öffentlicher Treffpunkt sein wird. Über einen Eingang im ersten Stock erreicht man den Haupteingang des großen Saals. Im hinteren und größten Teil des Gebäudes befinden sich alle Werkstätten, Lager und Künstlerbereiche.

## Säle und Bühnen
Das neue Theater verfügt insgesamt über die folgenden drei sehr unterschiedliche Säle:

### Der Große Saal

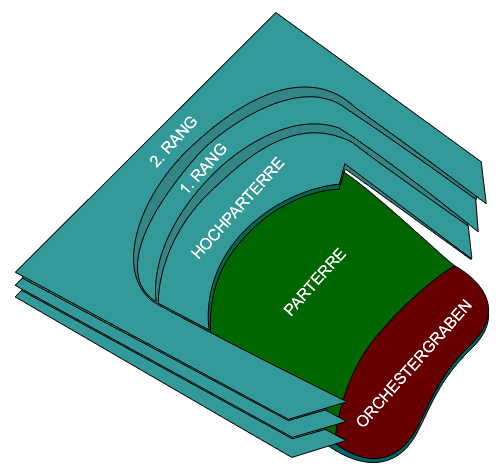
Zuschauerebenen des Auditoriums

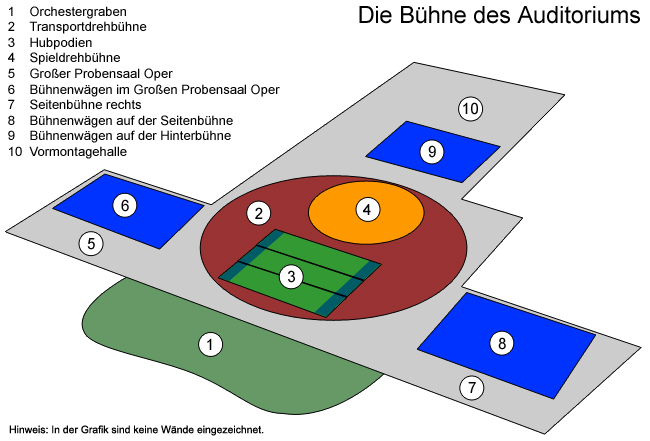
Die Bühne des Auditoriums

Der Haupteingang des Großen Saales befindet sich auf der Höhe des ersten Ranges. Von außen lässt sich der Saal auch über diverse Stiegen und Aufzüge erreichen. Eine Besonderheit ist, dass man innerhalb des Saales über Treppen die Ebenen wechseln kann, ohne den Saal selbst verlassen zu müssen. Diese Treppen sind seitlich an den Wänden angebracht und vom Raum aus sichtbar. Insgesamt verfügt der Große Saal über ein Parterre, ein Hochparterre, einen ersten und einen zweiten Rang. Er bietet 970 Zuschauern Platz, jedoch ist eine Erweiterung auf 1.130 Sitzplätze möglich. Dies erreicht man durch die Bestuhlung des Orchestergrabens und der Seitenbereiche der Ränge. Um für die Zuschauer auf allen Rängen perfekte Sicht- und Hörbedingungen und optimale akustische Ergebnisse und Nachhallzeiten zu erreichen, wurden umfangreiche akustische Versuche an einem Modell im Maßstab 1:10 vorgenommen.
Um den Besuchern des Theaters ausreichend Komfort zu bieten, wurde der Sitzreihenabstand von 97 cm bis zu 105 cm im Parkett bemessen. Die Sesselbreite beträgt 59 cm, was einer Sitzbreite von 54 cm entspricht. Die Polsterung der knallroten Sessel wurde dabei mit dem Haar der Angoraziege bespannt. Insgesamt wurden 1.130 Sessel angeschafft, wobei davon 970 im Saal fix montiert sind und der Rest für eine eventuelle Sonderbestuhlung im Orchestergraben vorgesehen ist. In Summe haben diese einen Wert von 800.000 Euro.
Im Anschluss an den Zuschauerbereich befindet sich der Orchestergraben mit einer Breite von 18 und einer Tiefe von 6 Metern, wobei sich dieser an den Seiten erweitern lässt. Insgesamt bietet dieser so etwa 100 Musikern Platz und hat eine maximale Nutzfläche von rund 164 m².
Danach befindet sich direkt der Bühnenbereich, welcher eine Breite von 18 und eine Tiefe von 17 Metern hat. Das für die Zuschauer sichtbare Portal kann auf eine Breite von 12 bis 16 Meter eingestellt werden, wobei eine Probe-, Seiten- und Hinterbühne für Umbauten und Auftritte zur Verfügung stehen. Eine Transportdrehbühne mit 32 Metern Durchmesser stellt die Hauptbühne dar. Diese ist wiederum in zwei Bereiche eingeteilt. Auf der einen Seite befindet sich eine weitere drehbare Scheibe mit einem Durchmesser von 15 Metern. Auf der anderen Seite ist eine Hubpodienlandschaft mit drei Podien zu je 15 mal 4 Metern untergebracht. Dies ermöglicht das „Versenken“ von Personen. Durch diese aufwändige Konstruktion ist es möglich gleichzeitig mehrere Bühnenbilder zu nutzen.
Auf allen Plätzen und an den Brüstungen sind patentierte Touchscreen-Bildschirme installiert, die die Untertitelung in einer beliebig auszuwählenden Sprache übersetzt anzeigen können.
Weltweit sind die Bildschirme erstmals mit innovativen Funktionen ausgestattet, die unter anderem den Zugang zu Infotainment-Diensten und interaktiven Funktionen direkt über das Content-Management System des Theaters erlauben.

### Die Studiobühne BlackBox
Die Studiobühne hat die Form eines Trapezes und befindet sich im ersten Untergeschoß unter dem Eingangsfoyer. Der Raum soll als Blackbox ausgeführt und daher auch so genannt werden. Dies ermöglicht das Aufführen experimenteller Aufführungen. Die Wand, welche den Raum mit dem Foyer verbindet, ist eine verschiebbare Faltwand und ermöglicht so einen individuell gestaltbaren Raum. Insgesamt bietet die BlackBox Platz für etwa 270 Personen.
Das Foyer der BlackBox, die BlackBox Lounge, wird nicht nur als Pausenraum, sondern auch als Aufführungsort genutzt, z. B. für Jazzkonzerte oder kleinere Musicalproduktionen.

### Der Orchesterprobensaal
Der Orchesterprobensaal soll dem Bruckner Orchester genügend Raum für Proben schaffen. Gleichzeitig soll es jedoch auch möglich sein, gelegentlich Orchesterproben oder Kammerkonzerte zu verfolgen. Daher bietet dieser Saal Platz für maximal 200 Zuschauer. Der Saal befindet sich ebenfalls im ersten Untergeschoß und hat eine Höhe von 9 Metern. Durch eine hochschalldämmende Vorsatzschale ist er vor akustischen Beeinträchtigungen aus dem Umfeld geschützt. Durch das integrierte Tonstudio lassen sich jederzeit CD-Aufnahmen des Bruckner Orchesters erstellen.

## Lage

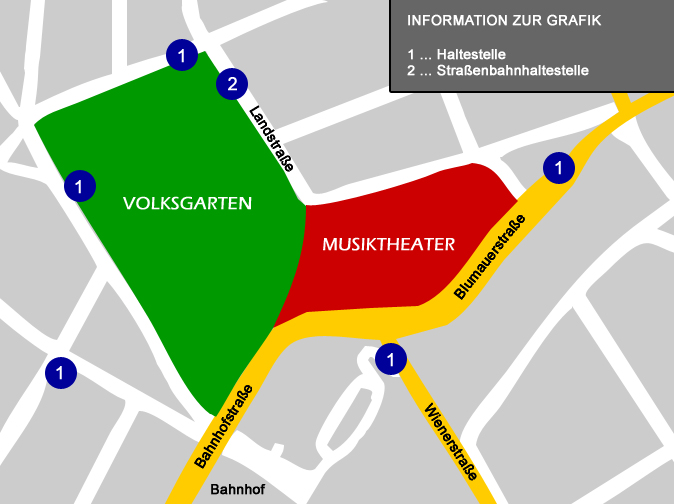
Lage des Musiktheaters

Das Musiktheater liegt am südlichen Ende der Landstraße, der wichtigsten Einkaufsstraße im Zentrum von Linz, im Neustadtviertel. Der Linzer Hauptbahnhof westlich des Musiktheaters ist nur wenige Gehminuten entfernt, auch die Anbindung an den städtischen ÖPNV ist gegeben mit der nahen Straßenbahn und Buslinien auch ins Umland. Die hauseigene Tiefgarage bietet Platz für 300 Fahrzeuge.
Am Vorplatz des Theaters erstreckt sich der Linzer Volksgarten, welcher zu den ältesten Parkanlagen in Linz zählt und mit seinen 32.000 m² den größten innerstädtischen Park von Linz ausmacht.

## Unterstützende Vereine

### Verein Freunde des Linzer Musiktheaters
Der 1984 ursprünglich als Bürgerinitiative zur Unterstützung eines Neubaues für ein Linzer Musiktheater gegründete Verein hat mehr als 6.000 Mitglieder. Präsident ist Peter Rieder. Mit dem Baubeginn des Musiktheaters war der Vereinszweck erfüllt und daher wurde 2011 ein neues Vereinsstatut erstellt. Nunmehr bezweckt der Verein die Förderung, publizistische Aufbereitung und Verbreitung der Ideen des Linzer Musiktheaters, soll das öffentliche Interesse intensivieren und binden und den Kontakt zu den Künstlerinnen und Künstlern des Linzer Musiktheaters vertiefen.

### Verein zur Förderung des Linzer Musiktheaters
Dieser Verein wurde mit dem Zweck der finanziellen Förderung der Errichtung, des Betriebes und des kulturellen Programmes des Opernhauses Linz – insbesondere für die Kontaktvermittlung zu Sponsoren – gegründet.